# Герасимов, Виктор Капитонович
Ви́ктор Капито́нович Гера́симов (11 июня 1937 — 26 июня 2007) — советский волейболист, игрок сборной СССР (1960). Чемпион мира 1960. Связующий. Мастер спорта СССР (1959). Мастер спорта СССР международного класса.

## Биография
Выступал за команду «Метрострой» / «Локомотив» (Москва).
В составе сборной СССР в 1960 году стал чемпионом мира
После окончания игровой карьеры работал инженером.